# Masters de Cincinnati 1978
El Abierto de Cincinnati 1978 fue un torneo de tenis jugado sobre pista dura. Fue la edición número 78 de este torneo. El torneo masculino formó parte del circuito  ATP. Se celebró entre el 10 de julio y el 16 de julio de 1978.

## Campeones

### Individuales masculinos
Eddie Dibbs vence a  Raúl Ramírez, 5–7, 6–3, 6–2.

### Dobles masculinos
Gene Mayer /  Raúl Ramírez vencen a  Ismail El Shafei /  Brian Fairlie, 6–3, 6–3.
| Predecesor: Cincinnati 1977 | Masters de Cincinnati 1978 | Sucesor: Cincinnati 1979 |